# Episema paenutata
Episema paenutata är en fjärilsart som beskrevs av Hugo Theodor Christoph 1885. Episema paenutata ingår i släktet Episema och familjen nattflyn. Inga underarter finns listade i Catalogue of Life.